# Juan Fisher
Juan Fisher (en inglés: John Fisher; Beverley, Yorkshire; 19 de octubre de 1469-Londres, 22 de junio de 1535) fue un obispo y cardenal inglés. Es conocido por su férrea oposición a la anulación del matrimonio de Enrique VIII con Catalina de Aragón y a la ruptura de la Iglesia de Inglaterra con la Iglesia católica, lo cual acabó por costarle la vida, siendo decapitado bajo la acusación de alta traición. Es venerado como santo en la Iglesia católica y la Comunión anglicana.

## Biografía
Era el hijo mayor del matrimonio formado por Robert Fisher, un mercader de telas de lana, y Agnes Fisher. Se formó en la Universidad de Cambridge. Fisher fue ordenado presbítero por Thomas Rotheram, arzobispo de York, a los 22 años, bajo dispensa especial, el 17 de diciembre de 1491.
Permaneció en Cambridge, al principio como director de su college Michaelhouse (más tarde parte del Trinity College) desde 1497 hasta 1501; después como rector de la universidad, de 1501 a 1508, y al final con un nombramiento vitalicio como rector, a partir de 1504. Mientras tanto, como capellán de lady Margarita Beaufort (condesa de Richmond y Derby), Fisher influyó para que Margarita fundara las Universidades de San Juan y Cristo;"También fundó dos cátedras más de divinidad tanto en Oxford como Cambridge donde Fisher se convirtió en 1503 en el primer rector de la cátedra de teología Lady Margarita en Cambridge. Un año después fue nombrado obispo de Rochester, recibiendo la ordenación episcopal el 24 de noviembre de 1504 de manos del arzobispo de Canterbury, William Warham, como consagrante principal.
Fisher ejerció una gran actividad fomentando el humanismo y consiguiendo que el humanista neerlandés Erasmo de Róterdam enseñara en Cambridge. Como eclesiástico, Fisher se opuso de forma enérgica a la reforma protestante, sobre todo a las doctrinas de Martín Lutero. En 1527, se opuso al plan del rey Enrique VIII de Inglaterra para divorciarse de Catalina de Aragón, de quien Fisher era confesor. En 1534, cuando él y el estadista inglés sir Tomás Moro se negaron a jurar la nueva Acta de Supremacía, en virtud de la cual se nombraba al rey de Inglaterra cabeza de la Iglesia de Inglaterra, negando la autoridad del papa, ambos fueron encarcelados en la Torre de Londres acusados de alta traición. En mayo de 1535, el papa Paulo III nombró cardenal a Fisher acelerando así su condena, ya que el rey Enrique VIII consideró esto como una prueba de su conspiración contra el Estado y lo usó de arma para acelerar su proceso. Un mes después el nuevo cardenal fue sometido a juicio, acusado de traición por negarse a aceptar a Enrique VIII como cabeza de la Iglesia. Fue decapitado el 22 de junio. Su cuerpo fue enterrado en la Capilla Real de San Pedro ad Vincula y su cabeza puesta en el Puente de Londres pero su apariencia rojiza y realista atrajo tanta atención que, después de quince días, fue arrojado al río Támesis.

## Culto público
Considerado un mártir por los católicos ingleses, Fisher fue beatificado por el papa León XIII el 29 de diciembre de 1886, para ser finalmente canonizado por el papa Pío XI en 1935, al igual que Tomás Moro. En la Iglesia católica se conmemora su festividad el 22 de junio, conjuntamente con su amigo santo Tomás Moro. En 1989, la Iglesia anglicana lo incluyó también dentro de su santoral.